# انرژی مواد خوراکی

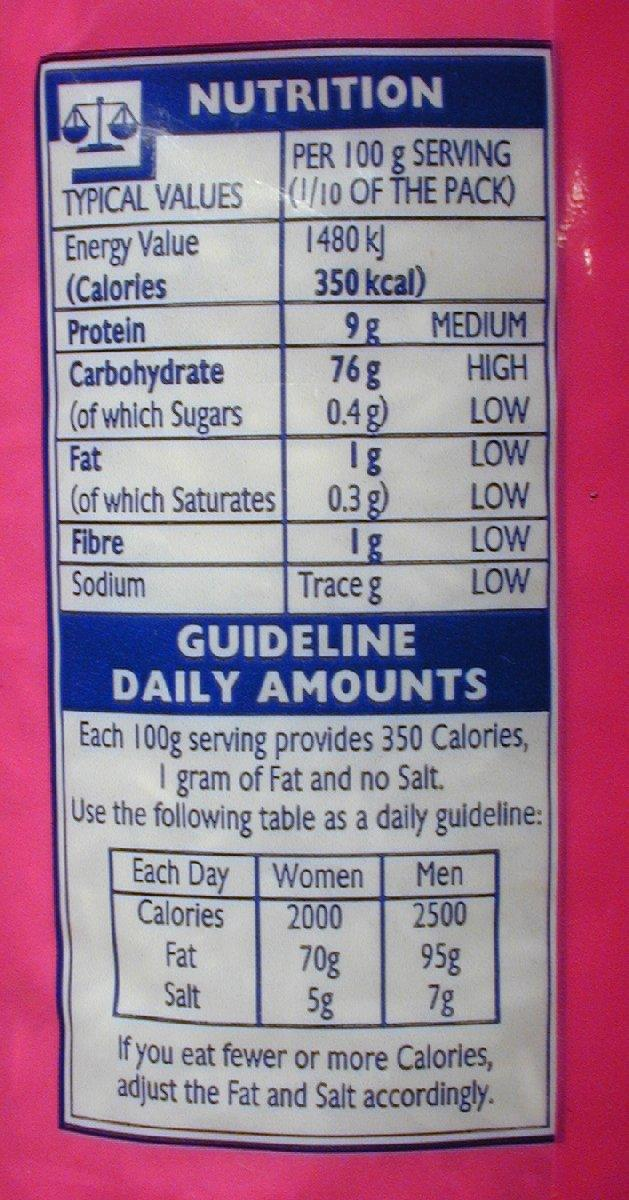
برچسب مواد خوراکی برنج باسماتی در انگلستان

انرژی مواد خوراکی انرژی است که حیوانات و انسان‌ها از خوراکشان و با استفاده از فرایند تنفس یاخته‌ای به دست می‌آورند. فرایند تنفس یاخته‌ای شامل تنفس هوازی و تنفس بی‌هوازی می‌باشد. در طول تنفس هوازی مولکول‌های اکسیژن به دست آمده از طریق تنفس با مولکول‌های مواد خوراکی در درون یاخته ترکیب شده و انرژی آزاد می‌نمایند. اما در طول تنفس بی‌هوازی طی فرایندهایی مولکول‌های مواد خوراکی دگرگون شده و سبب آزاد شدن انرژی می‌گردند.
تمامی انسان‌ها و حیوانات به میزان کمینه‌ای از مواد خوراکی برای ادامه زندگی و دگرگشت نیاز دارند. انرژی حاصل از این مواد در بدن بیشتر به استفادهٔ ماهیچه‌ها ی بدن می‌رسد.
مواد خوراکی شامل کربوهیدرات‌ها، چربی‌ها، پروتئین‌ها، آب، ویتامین‌ها و مواد معدنی هستند. کربوهیدرات‌ها، چربی‌ها، پروتئین‌ها، و آب تشکیل دهنده تقریباً تمام وزن مواد خوراکی هستند و ویتامین‌ها و مواد معدنی تنها درصد کمی از وزن مواد خوراکی را تشکیل می‌دهند. کربوهیدرات‌ها، چربی‌ها و پروتئین‌ها اغلب حدود نود درصد از وزن خشک مواد خوراکی را تشکیل می‌دهند. انرژی مواد خوراکی در اصل از کربوهیدرات‌ها، چربی‌ها و پروتئین‌ها و همچنین اسید آلی، پلی‌ال‌ها و اتانول موجود در این مواد حاصل می‌شود که در این میان چربی‌ها و اتانول بیشترین نسبت انرژی به وزن را دارا می‌باشند. اجزایی از مواد خوراکی مانند آب، مواد معدنی، ویتامین، کلسترول، و الیاف گیاهی دارای هیچ یا میزان کمی هستند، اما به دلایل دیگری برای زنده ماندن و دگرگشت بدن ضروری می‌باشند. موادی چون آب، مواد معدنی، ویتامین‌ها، و کلسترول شکسته نشده توسط بدن جذب نمی‌شوند، بنابراین نمی‌تواند برای تولید انرژی مورد استفاده قرار گیرد. همچنین الیاف گیاهی که نوعی کربوهیدرات هستند به‌طور کامل توسط بدن انسان هضم نمی‌شوند، اما نشخوارکنندگان می‌توانند انرژی الیافی چون سلولز را استفاده نمایند و این انرژی توسط باکتری‌ها در شکمبه یا سیرابی این موجودات و به واسطهٔ فرایندهای ویژه شیمیایی که این باکتری‌های مفید بر روی الیاف سلولز انجام می‌دهند فراهم می‌شود.

## اندازه‌گیری
در دستگاه بین‌المللی یکاها یکای ژول یا مضرب آن کیلوژول برای اندازه‌گیری میزان انرژی در مواد خوراکی مورد استفاده قرار می‌گیرد، همچنین یکای کالری که در گذشته برای اندازه‌گیری و بیان میزان انرژی در مواد خوراکی بسیار مورد استفاده قرار می‌گرفت هم‌اکنون در علومی چون شیمی و فیزیک کاربرد دارد (هر کیلوکالری برابر با ۴٫۱۸۳ کیلوژول است). البته برای بیان میزان انرژی مواد خوراکی بر اساس تئوری از تمامی واحدهای انرژی حتی از واحدهایی چون انرژی آزاد گیبس نیز می‌توان استفاده نمود.
برای اندازه‌گیری انرژی موجود در مواد خوراکی از کالری‌متر‌ها (شامل بمب کالری‌متر) استفاده می‌شود.

## برچسب مواد خوراکی
در بسیاری از کشورها بر اساس قانون برچسب زدن اجباری تمامی تولیدکنندگان مواد خوراکی باید برچسب مواد خوراکی را بر محصولات خود بزنند که حاوی اطلاعاتی راجع به میزان هریک از گروه‌های مواد خوراکی در محصول است. برچسب‌های مواد خوراکی به مصرف‌کنندگان کمک می‌کنند تا مصرف انرژی و مواد خوراکی خود را کنترل می‌کنند. در اتحادیه اروپا، تولیدکنندگان مواد غذایی باید برچسب‌های مواد خوراکی محصولات خود را با هر دو یکای کیلوکالری و کیلوژول مشخص کنند، اما در ایالات متحده فقط استفاده از یکای کالری در برچسب‌های مواد خوراکی کافی می‌باشد. برای اندازه‌گیری انرژی موجود در مواد خوراکی از بمب کالری‌مترها استفاده می‌شود.

## میزان مصرف روزانه پیشنهادی
فائو یا سازمان خواربار و کشاورزی سازمان ملل متحد بیان می‌کند که هر فرد عادی به‌طور متوسط روزانه حداقل حدود ۱۸۰۰ کالری (برابر با ۷۵۰۰ ژول) انرژی نیاز دارد.
میزان مصرف انرژی روزانه پیشنهادی در ایالات متحده و فرانسه به ترتیب ۲۷۰۰ و ۲۱۰۰ کالری (۱۱۳۰۰ و ۸۸۰۰ ژول) برای مردان و زنان بین ۳۱ و ۵۰ می‌باشد که سطح فعالیت بدنی معادل با پیاده‌روی حدود ۱٫۵ تا ۳ مایل در روز با سرعت ۳ تا ۴ مایل در ساعت به علاوهٔ فعالیت‌های فیزیکی سبک روزمره دارند.
تحقیقات نشان داده‌اند که افراد و به ویژه کودکانی با شیوه زندگی کم‌تحرک نیاز به مصرف روزانه کمتری از انرژی در مقایسه با افراد پرتحرک دارند.